# Selaginella arthritica
Selaginella arthritica là một loài dương xỉ trong họ Selaginellaceae. Loài này được Alston mô tả khoa học đầu tiên năm 1935.

## Hình ảnh

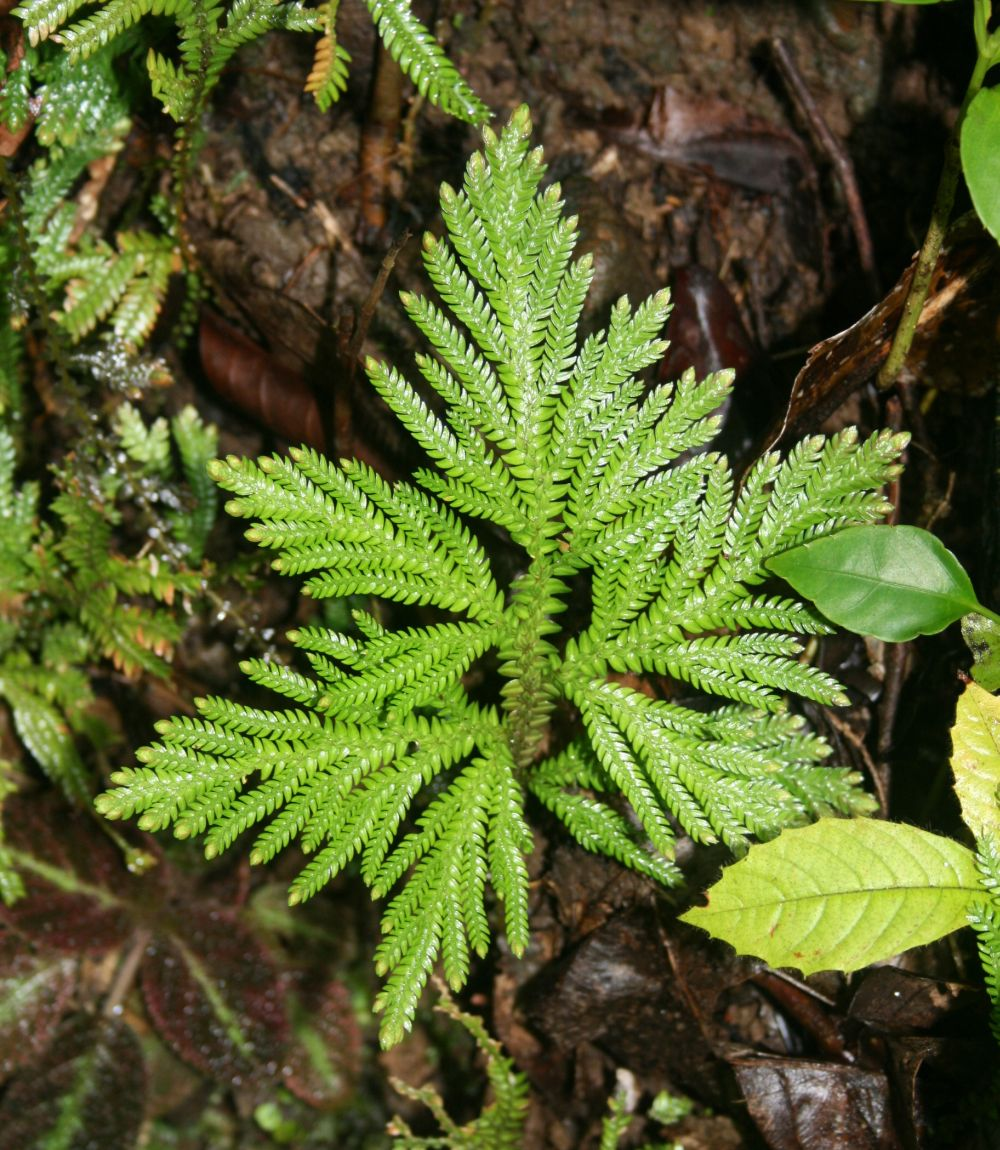